# Булаї
Булаї́ — село в Україні, у Погребищенській міській громаді Вінницького району Вінницької області. Населення становить 364 осіб.

## Історія
Поселення належало шляхетській родині Збаразьких[джерело?].
З 1664 — Костянтину Вишневецькому, пізніше Потоцьким, Собанським.
Станом на 1885 рік у колишньому власницькому селі Спичинецької волості Бердичівського повіту Київської губернії мешкало 653 особи, налічувалось 116 дворових господарств, існували православна церква, школа, постоялий будинок і винокурний завод.
За переписом 1897 року кількість мешканців зросла до 946 осіб (464 чоловічої статі та 482 — жіночої), з яких 932 — православної віри.
Октавія Здзіховська почала будувати тут палац за проєктом Владислава Домбровського. Палац добудували 1908 року.
1917 року палац повністю знищили.
Під час Другої світової війни село було окуповано фашистськими військами у другій половині липня 1941 року. Червоною армією село зайняте 1 січня 1944 року.
12 червня 2020 року, відповідно до розпорядження Кабінету Міністрів України № 707-р «Про визначення адміністративних центрів та затвердження територій територіальних громад Вінницької області», увійшло до складу Погребищенської міської громади.
19 липня 2020 року, в результаті адміністративно-територіальної реформи та ліквідації Погребищенського району, село увійшло до складу Вінницького району.

## Населення
За даними перепису 2001 року кількість наявного населення села становила 364 осіб, із них 100 % зазначили рідною мову українську.
| Рік            | 1897 | 1989 | 2001 |
| -------------- | ---- | ---- | ---- |
| Кількість осіб | 932  | 466  | 364  |

## Відомі люди
- Тележинський Михайло Теодорович — член Української Центральної Ради.
- Цимбал Петро Васильович — доктор юридичних наук, професор, заслужений юрист України, завідувач кафедри Національного університету державної податкової служби України.